# Exhibicionisme
L'exhibicionisme és una parafília per la qual s'obté l'excitació sexual a partir de la reacció que s'obté en mostrar els òrgans genitals de tal manera que generi sorpresa, rebuig o por a la víctima.

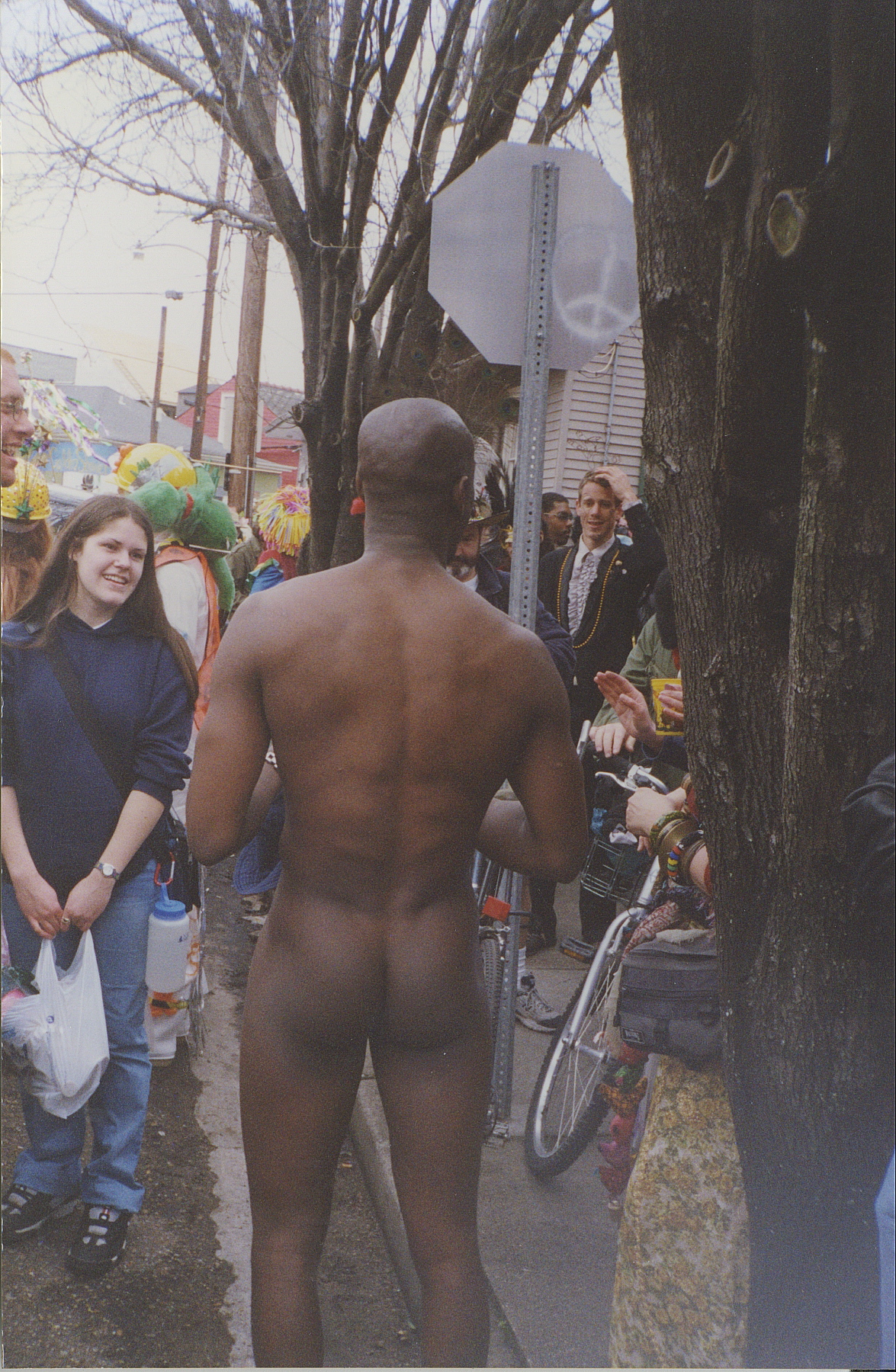
Els exhibicionistes atreuen ràpidament l'atenció del públic. A la imatge un home exhibicionista a Nova Orleans.

L'exhibicionisme típic és una activitat masculina per la qual es descobreixen de forma sobtada els genitals en una zona pública on sobretot hi passin força dones. També existeix, però, l'exhibicionisme femení, que sol generar una reacció diferent, ja que és vist com un acte de menor agressivitat que el masculí. A causa del grau de tensió que genera l'activitat exhibicionista sovint no hi haurà una erecció o serà incompleta. Després, probablement recordant les reaccions de les seves víctimes i la seva sensació de poder, aconseguirà alleujar la seva tensió sexual.
La millor forma d'enfrontar-se a un exhibicionista és ridiculitzar-lo, per exemple comentant la poca mida del penis, fet que sol afavorir l'extinció d'aquesta conducta parafílica. Segurament en les dones podria funcionar quelcom de similar, però l'exhibicionisme femení és poc freqüent i menys perseguit socialment com ja s'ha comentat; de vegades l'hem vist força celebrat amb relació a actes esportius, per exemple.

## Exhibicionisme i delicte
Cal deixar ben clar que l'exhibicionisme davant de persones adultes no és considerat delictuós al Codi Penal de l'actualitat. L'exhibicionisme considerat delictuós a l'actual Codi Penal és aquell que es dirigeix a menors o a persones amb deficiències psíquiques, "incapaços", segons la llei i que mostra accions sexuals obscenes dirigides o intentant involucrar aquestes persones. Abans la simple nuesa formava part d'una figura delictuosa d'escàndol públic, que ja no existeix en l'actualitat.
De tota manera la nuesa simple no és en cap cas delicte d'exhibicionisme, ja que per tal de considerar-ho delictuós cal una intencionalitat d'involucrar de forma sexual explícita als menors o a les persones amb deficiència psíquica. La nuesa total, per tant, no és exhibició de nuesa, com tampoc no ho és el fet de no ocultar qualsevol altre òrgan, com les mans o la cara. Dit d'una altra manera, els òrgans genitals no són sexe, tot i tenir una potencialitat sexual, com, d'altra banda, també posseeix la resta del cos humà.
En cas que es considerés que qualsevol nuesa d'una persona adulta davant d'un menor o d'un deficient psíquic és exhibicionisme delictuós no hi podria haver expressions en nuesa de protesta o per aconseguir ingressos econòmics. Tampoc hi podria haver espais pel nudisme o pel naturisme, encara que estiguin apartats en un gueto ni nuesa als mitjans de comunicació o en manifestacions artístiques.